# Leke
Leke är en ort i Belgien.   Den ligger i provinsen Västflandern och regionen Flandern, i den västra delen av landet, 110 km väster om huvudstaden Bryssel. Leke ligger 2 meter över havet och antalet invånare är 1 078.
Terrängen runt Leke är mycket platt. Runt Leke är det ganska tätbefolkat, med 139 invånare per kvadratkilometer.. Närmaste större samhälle är Oostende, 13,0 km norr om Leke. 
Trakten runt Leke består till största delen av jordbruksmark.